# Samer El Nahhal
Samer El Nahhal (Espoo, 11 de julio de 1975) es un músico finlandés. Se caracterizó por ser el bajista del grupo finés Lordi desde 2005 hasta 2019. De padre egipcio y madre finlandesa, hizo su debut con Lordi en el 2005, reemplazando a Kalma. El Nahhal toca el bajo Ibanez BTB200-IPF. Originalmente el líder de la banda Putaansuu pensó que sería llamado Samer OX. Sin embargo, abandonó la idea tras darse cuenta de que sonaba extraño, por lo que al final fue llamado OX.

## Infancia
Samer El Nahhal pasó su infancia en Libia y en Irak, pero su familia se mudó a Finlandia debido a la Guerra entre Irán e Irak. Debido a ello Samer decidió no apuntarse nunca al ejército. Durante su infancia sus bandas favoritas eran W.A.S.P. y Mötley Crue. Al poco tiempo empezó a tocar su propia guitarra. Pero se tuvo cambiar al bajo puesto que en la banda en la que participaba ya había un guitarrista.
Previamente Samer estuvo en algunas bandas como Spoon y Dead Lock. Cuando ingresó en su primera banda tan sólo tenía 13 años. En 1996, estudió en el Instituto de Músicos de Los Ángeles. Su modelo a seguir fue el bajista de Mötley Crue Nikki Sixx, lo cual le ayudó para acabar decidiéndose por tocar el bajo.

## Etapa en Lordi
En 2005, Lordi estaba experimentando cambios en su formación y el bajista de la banda, Niko Hurme, anunció que la dejaba. Lordi estaba en una búsqueda para un nuevo bajista, llegado a la etapa final con dos candidatos, uno de ellos, Reeo Tiia, que al final acabó tocando para la banda Panic IC, y el otro candidato fue El Nahhal, que había llegado a la banda a través de amigos comunes como Sampsa Astala. A Tomi Putaansuu le pareció un buen bajista y una buena persona, describiéndolo con una camiseta de Mötley Crue, un físico robusto y una personalidad relajada como la de Obelix. Al final el 7 de octubre de 2005 Lordi nombró a OX como el nuevo bajista de la banda.

## Personaje
Samer es un hombre mitad buey, mitad humano, algo así como un minotauro, sirviente del mago, Androlus, en una pequeña isla en el archipiélago griego.
El viajero del tiempo, Kalma, le robó al mago el décimo libro de Octavus, el cual contenía toda la magia negra de Androlus. Luego Kalma intentó matar al mago y a OX, pero despertó a este último, y lo tomó como a su esclavo.
Luego en su mundo, Kalma creó un ejército de muertos, el cual tenía a OX como su miembro más viejo y más valioso.
Luego OX descubrió que su amo había sido responsable de la muerte de Androlus, y entonces no perdió tiempo en buscar un nuevo amo. Más tarde llegó Mr.Lordi, quien tomó a Kalma como su aliado, y OX pasó a ocupar el lugar de Kalma.
Años más tarde Kalma regresó, y OX se fue con Mr.Lordi.

## Discografía

### Álbumes
- 2008: Deadache
- 2010: Babez For Breakfast
- 2013: To Beast Or Not To Beast
- 2014: Scare Force One
- 2016: Monstereophonic (Theaterror vs. Demonarchy)
- 2018: Sexorcism

### Sencillos
- 2006: «Would You Love a Monsterman?»
- 2008: «Beast Loose in Paradise»
- 2008: «Bite It Like a Bulldog»
- 2008: «Deadache»
- 2010: «This Is Heavy Metal»
- 2010: «Rock Police»
- 2013: «The Riff»
- 2014: «Nailed by the hammer of Frankenstein»
- 2016: «Hug You Hardcore»
- 2018: «Your Tongue's Got The Cat»
- 2018: «Naked in My Cellar»

Aunque OX sale en la portada del álbum "The Arockalypse" y también en las fotos promocionales, no es el que tocó el bajo en dicho álbum, fue Niko Hurme, que se fue del grupo antes de la publicación del álbum.

## Otros lanzamientos

### Aportaciones a otras bandas
- 2007: Hellcity 13: In Love With Love[4]

### Filmografía
- 2008: Dark Floors